# Luís Viana Neto
Luís Viana Neto (Salvador, 7 de novembro de 1933 ― Salvador, 13 de maio de 2022) foi um advogado empresário e político brasileiro que foi deputado federal, senador e vice-governador da Bahia.

## Biografia
Filho de Luís Viana Filho e e Julieta Pontes Viana. Advogado com Bacharelado em Direito pela Universidade Federal da Bahia em 1955 e Doutor em Direito pela Universidade de Paris em 1957, foi professor na instituição onde se formou. Empresário da construção civil e das comunicações, filiou-se à ARENA e foi eleito deputado federal em 1966, contudo pouco exerceu o mandato por ter assumido a Secretaria de Assuntos Municipais e Serviços Urbanos quando seu pai governava a Bahia (1967-1971). Diretor do Banco do Estado da Bahia no primeiro governo Antônio Carlos Magalhães foi eleito deputado federal em 1974 e foi escolhido vice-governador do estado quando Magalhães retornou ao Palácio de Ondina por indicação do presidente Ernesto Geisel em 1978. Restaurado o pluripartidarismo no governo João Figueiredo, ingressou no PDS e foi eleito suplente de seu pai nas eleições para o Senado Federal em 1982. Antes das eleições de 1986 rompeu com seus tradicionais aliados e colaborou com a vitória de Waldir Pires para governador da Bahia sendo que Luís Viana Neto foi eleito deputado federal pelo PMDB. Assumiu o mandato de senador após a morte de seu genitor em julho de 1990 e naquele mesmo ano foi reeleito para o seu quarto mandato de deputado federal ao longo do qual migrou para o PFL.

## Morte
Morreu no dia 13 de maio de 2022 aos 88 anos em Salvador.